# Leo Lanckneus
Léon-François Lanckneus (Leuven, 31 mei 1889 - Brugge, 17 december 1968) was een Belgisch kunstschilder.

## Levensloop
Leo Lanckneus was een zoon van François Lanckneus (1843-1913) en Marie Meyer (1857-1922).
Hij studeerde aan het koninklijk atheneum in Leuven en aan de academie voor schone kunsten in die stad. Hij behaalde in 1909-1910 de diploma's van leraar tekenen in middelbare scholen en in athenea. Zijn eerste benoeming volgde in 1912 aan het atheneum van Doornik.
In 1914, bij het begin van de Eerste Wereldoorlog, meldde hij zich als oorlogsvrijwilliger. Hij streed vier jaar in de loopgrachten en behoorde tot het bezettingsleger in Duitsland tot in 1919. Hij werd toen leraar tekenen aan het koninklijk atheneum in Brugge en vanaf 1922 ook aan de Rijksnormaalschool in dezelfde stad.
Hij trouwde in 1923 met Jeanne Van Buylaere (1901-1984) en het echtpaar kreeg een enige zoon, Jacques Lanckneus (1924-1991), die kinderarts werd in Brugge.
In 1936 werd hij inspecteur tekenen, kunstgeschiedenis en handenarbeid bij de rijksinrichtingen voor middelbaar en normaalonderwijs. In 1949 ging hij met pensioen.
Het is vooral als gepensioneerde dat Lanckneus zich aan het schilderen zette. Een tentoonstelling in 1959 in Brugge gehouden, maakte hem als kunstschilder en etser in ruimere kring bekend. Hij werkte in een min of meer expressionistische, eigen stijl. Zijn werk bestond uit stadsgezichten, stillevens, bloemstukken, landschappen, maskers, religieuze en mythologische thema's, enkele abstracte werken. Naargelang de jaren voortschreden werd zijn werk maatschappijkritischer.

## Publicaties
Lanckneus publiceerde verschillende handboeken voor het tekenonderricht.
- Tekenen: aanleren van meetkundig, technisch, sier- en kunsttekenen, Gent, 1930.
- Het constructief tekenen: tekenmethode naar de natuur in verband met een reeks nieuwe modellen ontworpen volgens hedendaagse originele didactische principes, Brugge, 1935.
- De methodiek van het tekenonderricht, Gent, 1939.
- Het beredeneerd constructief tekenen